# Les Combustibles
Les Combustibles (deutsch: Die Brennbaren) ist ein 1994 erschienenes Theaterstück für drei Personen der belgischen Schriftstellerin Amélie Nothomb.

## Inhalt
Das Stück spielt im Winter während eines nicht genannten Krieges. In dem Stück treten drei Personen auf, der Professor, sein Assistent Daniel und dessen Geliebte Marina. Schauplatz ist das Haus des Professors, zu dem die anderen beiden gezogen sind. Da es sehr kalt ist, wurden bereits sämtliche Möbelstücke verbrannt. Da diese nun ausgegangen sind, macht Marina den schockierenden Vorschlag, Bücher zu verbrennen, um der Kälte zu entkommen.
Während der Handlung gehen sämtliche Moralvorstellungen verloren, so lässt sich Marina auf den Professor ein. Die Handlung endet damit, dass der Professor das letzte Buch, das sie besitzen, verbrennt und folglich Marina ihre Vorgabe, sich zu töten, einhält. Sie rennt auf den zentralen Platz und lässt sich von den Barbaren erschießen. Daniel folgt ihr, der Professor bleibt zurück.

## Textauszug
| LE PROFESSEUR. Je sais, Marina. Je n'ai plus rien à brûler. MARINA (en regardant la bibliothèque). Et ça ? LE PROFESSEUR. Les étagères ? Elles sont en métal. MARINA. Non, le livres. Silence gêné. DANIEL. Ce n'est pas du combustible, Marina. MARINA (avec un sourire ingénu). Mais si, Daniel. Ca brûle très bien. LE PROFESSEUR. Si nous nous mettions à brûler les livres, alors, vraiment, nous aurions perdu la guerre. | Der Professor: Ich weiß. Ich habe nichts mehr zu verbrennen. Marina (auf die Bibliothek deutend): Und das? Der Professor: Die Regale? Sie sind aus Metall. Marina: Nein, die Bücher. Verlegenes Schweigen. Die sind nicht verbrennbar, Marina. Marina (mit einem ungenierten Lachen): Aber sicher, Daniel. Das brennt sehr gut. Der Professor: Wenn wir dazu übergehen, Bücher zu verbrennen, dann haben wir wirklich den Krieg verloren. |

## Fragestellung
Selbst wenn man dazu übergeht, Bücher zu verbrennen – welches Buch darf geopfert und welches muss erhalten werden? Darüber diskutieren die Figuren des Stücks im Folgenden.
Das Stück wurde ins Englische und Italienische übersetzt und an diversen Theatern inszeniert (u. a. 2006 am Theatre du Trident in Québec). Auf Basis des Buches komponierte Daniel Schell eine Oper, die 1997 am XXe Théâtre in Paris uraufgeführt wurde.